# جیمز نیدز
جیمز نیدز (انگلیسی: James Needs؛ ۱ ژانویه ۱۹۱۹ – ۱ ژانویه ۲۰۰۳) یک تدوین‌گر اهل بریتانیا بود.

## فیلم‌شناسی
- شی
- ۳۶ ساعت
- پارانویک
- جادوگران
- کابوس
- مومیایی